# PZL Kania
PZL Kania (ang. Kitty Hawk) – polski śmigłowiec – daleko posunięta modernizacja radzieckiego Mi-2.
Śmigłowiec PZL Kania powstał na przełomie lat 70. i 80. XX wieku w WSK Świdnik. W założeniach miał być przeznaczony na eksport na rynki zachodnie. Jako podstawę do jego opracowania wybrano produkowany dotąd na licencji w Świdniku śmigłowiec Mi-2. Nowy śmigłowiec nazwano PZL Kania. Było to związane z systemem nazewnictwa, który pojawił się w świdnickich zakładach w latach 70. XX wieku – kolejne projekty śmigłowców nazywano nazwami ptaków (np. PZL Sójka, PZL Sokół). Kania w stosunku do Mi-2 otrzymała całkowicie nowe, produkowane w USA silniki i zachodnią awionikę. Mimo wcześniejszych założeń, z uwagi na słaby marketing, maszyna nie stała się hitem eksportowym i w sumie wyprodukowano tylko 19 śmigłowców. Ostatnie egzemplarze zmontowano w roku 2006, trafiły one do Straży Granicznej.

## Historia

### Prototypy
W latach 70. XX wieku za sprawą nowej polityki społeczno-gospodarczej przemysł polski otworzył się na Zachód. Dzięki tej polityce pojawiła się szansa sprzedaży śmigłowców poza strefę wpływów ZSRR. W ten sposób chciano pozyskać dewizy, a także nowoczesne technologie.
Pomysł eksportu śmigłowca Mi-2 na Zachód pojawił się w roku 1977 z inicjatywy Przedsiębiorstwa Handlu Zagranicznego PEZETEL. Postanowiono śmigłowiec odmłodzić i zmodernizować, tak, aby nowa maszyna stała się hitem eksportowym. Uzyskane w ten sposób doświadczenie oraz technologię, planowano wykorzystać w kolejnych projektach śmigłowców.
Jesienią 1977 roku rozpoczęto prace nad nowym śmigłowcem. Utworzono dwa zespoły: pierwszy pod kierownictwem Stanisława Trębacza zaproponował zamontowanie w Mi-2 amerykańskiego silnika samolotowego Allison 250-C18B, natomiast drugi, kierowany przez Stanisława Markisza, proponował silnik Allison 250-C20B.
Ostatecznie w grudniu 1977 roku ogłoszono, że jako napęd nowego śmigłowca wybrano silniki Allison 250-C20B. Ponadto planowano wykorzystanie rozwiązania konstrukcyjnego, zaproponowanego przez Stanisława Markisza. Zrezygnowano ze wspólnego dla obu silników węzła na przegrodzie ogniowej i zdecydowano się na zamocowanie każdego silnika za pomocą odrębnych węzłów. W ten sposób zminimalizowano wzajemne oddziaływanie silników na siebie. Oprócz nowych silników PZL Kania miał także posiadać nową kabinę, zmodernizowaną poprzez wykorzystanie zachodniej awioniki Bendix/King.
Przed rozpoczęciem właściwych prac nad śmigłowcem, w lutym 1978 roku do Indianapolis, gdzie mieściła się wytwórnia silników Allison, poleciała trójka konstruktorów z WSK Świdnik: Stanisław Markisz, Jan Toruń i Bogusław Maryniak. W USA mieli się w praktyce zapoznać z budową silników Allison 250-C20 i Allison 250-C20B. Po pomyślnym zdaniu egzaminu powrócili do kraju.
Podjęto decyzję, że dwa prototypy Kani zostaną oparte na gotowych kadłubach Mi-2. Pierwszy prototyp (nr fab. 90.01.01) powstał w niewiele ponad rok. W stosunku do Mi-2 m.in. zastosowano nowe silniki Allison 250-C20B wraz z agregatami zabudowanymi na silniku, zmieniono układ przeniesienia napędu na śmigło ogonowe, zaprojektowano całkowicie nową instalację synchronizacji pracy silników, nową instalację paliwową i olejową, instalację wentylacji i ogrzewania, wprowadzono zmiany w instalacji przeciwpożarowej, zaprojektowano całkowicie nowe osłony silników, a także zmieniono nieco kształt kadłuba, zastosowano nowe, zdejmowane okna w kabinie pasażerskiej, opracowano nową tapicerkę i wyposażenie wnętrza. Ponadto zastąpiono stosowaną w Mi-2 awionikę radziecką awioniką produkcji Bendix/King oraz zamontowano nowe laminowane łopaty wirnika nośnego.
W dniach 17–21 maja 1979 roku przeprowadzono próby badające nowy układ mocowania silników. Badano wytrzymałość mocowania oraz powstające naprężenia. Próby te przeprowadzono na śmigłowcu Mi-2 (nr fabr. 50.94.51) z zabudowanymi mocowaniami silników Allison, w identyczny sposób jak na prototypie Kani. Zamiast silników zainstalowano makiety w postaci sztywnych, metalowych elementów spawanych, których masa odpowiadała wielkości przykładanych obciążeń. Nowy układ mocowania silników nie tylko przeszedł próbę, ale okazał się przewymiarowany. Wynikało to z tego, że konstruktor zakładał w przyszłości możliwość zabudowy mocniejszych silników Allison 250-C28. W międzyczasie przeprowadzano próby naziemne właściwego prototypu. Badano m.in. funkcjonowanie układu sterownia, układu napędowego i wirnika.
Oblotu prototypu PZL Kania dokonano 3 czerwca 1979 roku. Śmigłowiec był pilotowany przez Zbigniewa Dąbskiego i wystartował przy temperaturze 34 °C i masie startowej 3200 kg. Później oblatany prototyp został poddany 200-godzinnym próbom wytrzymałościowym układu napędowego i układu sterowania. Próby te trwały od 11 lipca do 11 września 1979 roku. Następnie maszynę poddano próbom specjalnym obejmującym testy nadobrotów, testy obciążenia układu napędowego maksymalnym momentem i testy mocy silników.
Przeprowadzone testy wypadły dobrze. W początkowym okresie testów wykazywano jedynie usterkę płatowcową, polegającą na pojawieniu się niewielkiego luzu w popychaczu układu sterowania śmigła ogonowego oraz pęknięcie krawędzi dolnego kolektora, powstałe na skutek ocierania owiewki prawego silnika o kolektor. Pierwsze usterki w układzie napędowym stwierdzono po 90 godzinach eksploatacji, kiedy to zauważono przecieki oleju na lewym silniku i spadek mocy obu silników. Kolejne usterki obejmowały: defekt przetwornika ciśnienia momentomierza na prawym silniku oraz ocieranie lewego wału silnika o rurkę drenażową komory spalania. Do najpoważniejszej awarii doszło w 130. godzinie prób naziemnych, kiedy to doszło do rozsynchronizowania momentów oraz obrotów i temperatur TOT (temperatura gazów wylotowych silnika) silników o 50%. Po przemyciu synchronizatora wartości te spadły do około 20%. Ostatecznie wynik próby trwałościowej uznano za pozytywny. Następnie maszynę drobiazgowo sprawdzono i rozpoczęto prace nad wyeliminowaniem usterek.
Następnie postanowiono obniżyć drgania śmigłowca. W tym celu 29 maja 1980 roku rozpoczęto długotrwałe próby, podczas których rejestrowano drgania. Do tego celu użyto drugiego prototypu (nr fab. 90.01.02). Podczas badań wykazano, że amplitudy drgań były uzależnione od prędkości lotu i wyważenia śmigłowca. Później badano tzw. rezonans przyziemny i stwierdzono, że podczas startu i lądowania tłumiki wahań łopat oraz amortyzatory podwozia pracowały prawidłowo. Kolejnym etapem były próby startu ze skrajnymi położeniami środka ciężkości, które śmigłowiec również przeszedł pomyślnie.
Pod koniec 1980 roku pilot doświadczalny Wiesław Mercik ocenił właściwości lotne drugiego prototypu Kani. Pilot stwierdził, że Kania w porównaniu do Mi-2 wymaga większego doświadczenia u pilota, jednakże w Kani łatwiejsze jest sterowanie skokiem i mocą, a ponadto zastosowany system synchronizacji pozwalał w większym stopniu na dostosowanie śmigłowca do warunków lotu.
8 kwietnia 1981 roku rozpoczęto kolejne próby prototypu Kani z zabudowanym deflektorem, który miał łagodzić drgania śmigłowca. Przy okazji przebadano również kształt górnych owiewek kadłuba na poziom drgań. W wyniku tych badań ustalono kształt docelowego deflektora oraz wylotu powietrza do wentylatora. Późniejsze badania przeprowadzone na egzemplarzu serii informacyjnej (nr fab. 90.01.03) wykazały, że seryjna Kania miała niższy poziom drgań niż prototyp, a także Mi-2.
Kolejny etap badań polegał na rozpoczęciu lotów według programu eksploatacji nadzorowanej, gdyż chciano w ten sposób potwierdzić lub określić okresy obsługi technicznej i okresy remontów oraz ustalić ewentualne zmiany konstrukcyjne, dzięki którym zwiększono by żywotność elementów. Loty odbywano zgodnie z przepisami FAR. Testowaną maszyną był początkowo śmigłowiec o nr fab. 90.01.03, potem dołączył drugi nr fab. 90.01.04.
W listopadzie 1983 roku przeprowadzono próby flatteru seryjnych, laminowanych łopat wirnika nośnego. Próba wypadła pozytywnie.
W sierpniu 1984 śmigłowiec o nr fab. 90.01.03 na cztery dni przebazowano do Zakopanego, skąd odbywał loty w górach. Próby te wykazały, że PZL Kania w terenie górzystym sprawuje się lepiej od Mi-2.
Przeprowadzone w roku 1985 badania trwałości i żywotności śmigłowca wykazały, że zużycie ząbków sprzęgła zębatego wału głównego prawego silnika było szybsze niż w analogicznej części lewego silnika. Przyczyną tego okazał się błąd wykonawczy mocowania silnika, który usunięto w kolejnych egzemplarzach.
W czerwcu 1986 roku w Castle Ashby w Wielkiej Brytanii odbyły się V Śmigłowcowe Mistrzostwa Świata. W mistrzostwach wzięło udział blisko 30 załóg. Polskę reprezentował śmigłowiec PZL Kania (nr fab. 90.01.02) wraz z załogą: Jerzy Dyczkowski (pilot doświadczalny z WSK Świdnik), Czesław Dyzma (nawigator), Władysław Toruj i Włodzimierz Cybulski (mechanicy). Z uwagi na to, że wystawiona Kania była prototypem, przed wysłaniem na mistrzostwa przebudowano ją do standardu śmigłowców seryjnych i zarejestrowano pod numerem SP-SSC. Ostatecznie załoga PZL Kani nie odniosła sukcesu, zajmując jedno z ostatnich miejsc. Co prawda załoga wygrała w konkurencji nawigacyjnej, lecz według regulaminu ta konkurencja była niepunktowana.

### Śmigłowce w służbie

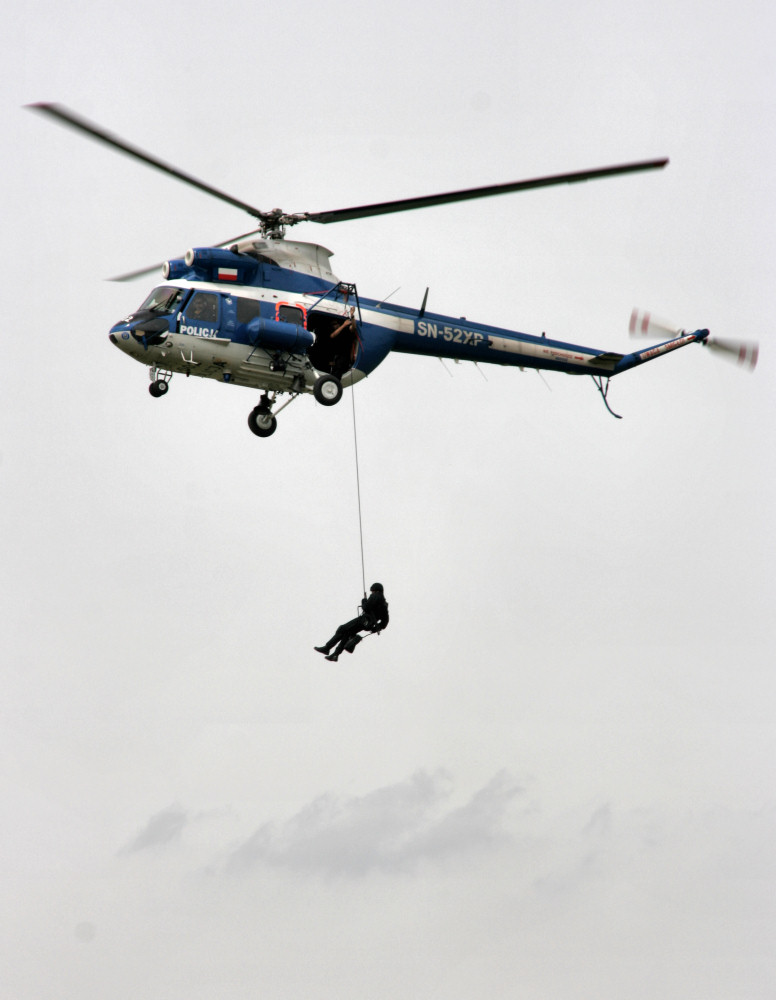
PZL Kania polskiej Policji

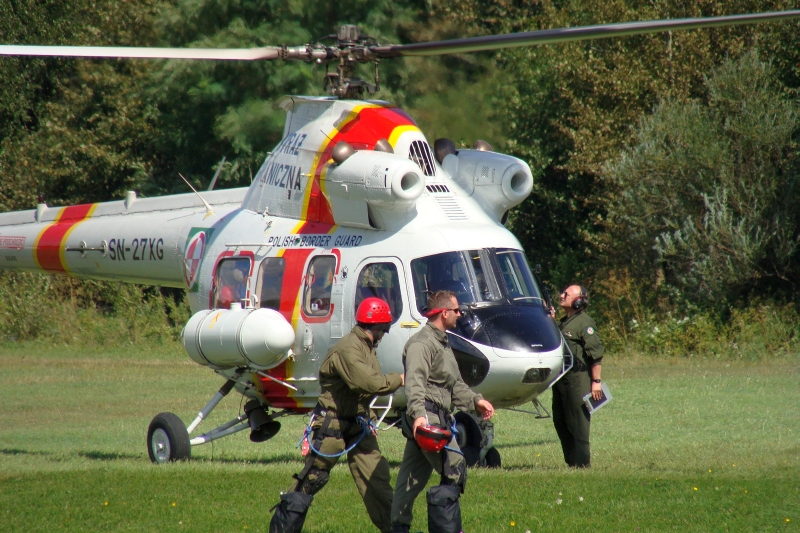
PZL Kania Straży Granicznej

Pomimo niepowodzenia w zawodach, podczas pobytu w Anglii podpisano kontrakt z firmą Provincial Air Service na wykonywanie lotów dyspozycyjnych w Sierra Leone. Na mocy umowy miano skierować do Afryki dwa śmigłowce Kania, które miały wykonywać loty czarterowe w ramach eksploatacji nadzorowanej. Chciano w ten sposób uzyskać certyfikat na loty w klimacie tropikalnym. Pierwsza z dwóch maszyn, formalnie należąca do WSK Świdnik, dotarła na kontynent afrykański 6 marca 1987 roku. Tym samym przedsiębiorstwo Provincial Air Service stało się pierwszym użytkownikiem PZL Kania. Po przeprowadzeniu testów śmigłowca w klimacie tropikalnym formalnie regularne loty usługowe rozpoczęto 23 marca 1987 roku, a w sierpniu tego samego roku do Afryki dostarczono drugi śmigłowiec.
W roku 1988 przedłużono kontrakt na usługi śmigłowcowe i do Sierra Leone trafiła kolejna, tym razem już seryjna maszyna (nr 90.02.01). W tym samym roku miała miejsce katastrofa, w której stracono jeden śmigłowiec. W roku 1990 miał miejsce wypadek kolejnego śmigłowca PZL Kania, co przypieczętowało zakończenie kontraktu. Pierwszy śmigłowiec PZL Kania wyeksportowano w roku 1989 do Wenezueli. Użytkownikiem maszyny (nr fab. 90.02.03) została firma Comercializadora Aeropolka S.A., która używała go do 1996 roku, kiedy to zwróciła go PZL Świdnik. W roku 1990 wyeksportowano kolejne dwa śmigłowce, tym razem na Cypr, gdzie trafiły na wyposażenie sił powietrznych Gwardii Narodowej Cypru. Kolejnym zagranicznym użytkownikiem w roku 1992 została Czechosłowacja, a później po jej rozpadzie Czechy i Słowacja. W tych państwach PZL Kania wykorzystywany był m.in. jako śmigłowiec ratowniczy.
W roku 1994 w Ministerstwie Spraw Wewnętrznych podjęto decyzję o wyposażeniu Straży Granicznej oraz Policji w sprzęt lotniczy. Podstawowym śmigłowcem tych służb miał się stać PZL Kania. Umowę na dostarczenie pierwszych czterech sztuk maszyn, dostosowanych do potrzeb tych służb, podpisano w roku 1994. Modyfikacje obejmowały m.in. wyposażenie w specjalistyczne środki łączności, gogle noktowizyjne PNL-1, system nawigacyjny Garmin GPS 155, system obserwacji, reflektor i aparaturę nagłaśniającą. Ponadto w przypadku śmigłowców dla Straży Granicznej zainstalowano wyciągarki Lucas.
Pierwsze śmigłowce dostarczono do Straży Granicznej i Policji w roku 1996. W sumie dostarczono cztery maszyny (dwie dla Policji i dwie dla Straży Granicznej). W roku 2001 w związku z planowanym przystąpieniem Polski do Unii Europejskiej rozpoczęto proces modernizacji polskiej Straży Granicznej. Wynikało to z faktu, iż w niedalekiej przyszłości wschodnia granica Polski miała się stać także wschodnią granicą UE. Proces modernizacji wiązał się także z zakupem nowych śmigłowców. Po raz kolejny wybrano śmigłowce PZL Kania, jednakże miała być to wersja zmodernizowana. Modernizacja w stosunku do wcześniejszych obejmowała wyposażenie, zastosowano m.in. nowy reflektor i system obserwacji lotniczej, a także nowy system nawigacji. Ponadto zrezygnowano z układu synchronizacji momentów silników. Wynikało to ze zbyt wysokich kosztów zakupu takiego elementu za granicą. Cztery śmigłowce w tym standardzie przekazano Straży Granicznej w roku 2006. Były to ostatnie wyprodukowane śmigłowce PZL Kania. 21 lutego 1986 roku PZL Kania otrzymał certyfikat FAR-29.

## Opis techniczny
PZL Kania jest dwusilnikowym śmigłowcem wielozadaniowym w układzie klasycznym z trójłopatowym wirnikiem głównym oraz dwułopatowym śmigłem ogonowym. Kadłub śmigłowca ze stałym trójpodporowym podwoziem o konstrukcji półskorupowej wykonano ze stopów aluminium. W przedniej części kadłuba znajduje się kabina załogi. Miejsce pilota znajduje się po lewej stronie, jednakże kabina została wyposażona w podwójny zestaw sterownic. Fotel pilota posiada pełną regulację w pionie i w poziomie, dzięki zamocowaniu go na pochylonych względem pionu prowadnicach. Tablica przyrządów wyposażona jest w trzy grupy przyrządów pokładowych: przyrządy pilotażowe, przyrządy kontroli pracy zespołu napędowego oraz przyrządy radionawigacyjne. Zastosowane wyposażenie pozwala na wykonywanie lotów VFR w dzień oraz w nocy. Każdy przyrząd wyposażono w indywidualne oświetlenie skali światłem białym. Kabina śmigłowców PZL Kania przeznaczonych dla Policji oraz Straży Granicznej została przystosowana do pilotowania z wykorzystaniem okularowych wzmacniaczy obrazu poprzez pomalowanie wnętrza kabiny oraz tablicy przyrządów kolorem czarnym, a także dzięki zastosowaniu elektroluminescencyjnego oświetlenia tablic przyrządów i wyposażenia pulpitów sterowania awioniką w specjalne filtry.
Kabina pasażerska była przystosowania do przewozu 9 pasażerów. Wyposażono ją w izolację cieplno-dźwiękową oraz instalację wentylacji. Ponadto w kabinie pasażerskiej okna wyposażono w podwójne szyby, które dodatkowo obniżają poziom hałasu w kabinie. Dostęp do kabiny zapewniają duże drzwi umieszczone po lewej stronie. Ponadto dwa okna na prawej burcie oraz jedno na lewej posiadają zamki dźwigowe, które w szczególnych wypadkach umożliwiają łatwą ewakuację pasażerów. Za tylną ścianą kabiny pasażerskiej umieszczono bagażnik. W wersjach przeznaczonych dla Policji i Straży Granicznej w tym miejscu znajduje się przedział wyposażenia radioelektronicznego.
Napęd śmigłowca stanowią dwa silniki turbinowe Allison 250-20B o mocy 426 KM każdy. Moc silników jest synchronizowana dzięki zastosowaniu specjalnego synchronizatora mocy. Synchronizatora ze względów na duże koszty nie zastosowano śmigłowcach z ostatniej serii produkcyjnej, przeznaczonych dla Straży Granicznej. Każdy z silników ma swój własny układ olejowy ze zbiornikiem oleju i chłodnicą, a także niezależny układ zasilania w paliwo. Zbiorniki oleju mają kształt pierścieni i umieszczone są w kanałach doprowadzających powietrze do silników. W ten sposób olej jest dodatkowo schładzany, a także elementy silnika zostają zabezpieczone przez oblodzeniem. Kolejnymi elementami układu napędowego są przekładnie: główna, pośrednicząca i tylna oraz wały główne i wał tylny. Łopaty wirnika głównego i śmigła ogonowego wyposażono w elektryczną instalację przeciwoblodzeniową.
Instalacja olejowa składa się z pięciu niezależnych układów smarowania: układów smarowania silników (lewego i prawego), układu smarowania przekładni głównej, układu smarowania przekładni pośredniczącej oraz układu smarowania przekładni końcowej. Silniki zostały zabezpieczone instalacją przeciwpożarową, która jest przeznaczona do sygnalizacji pożaru, a także do gaszenia go. W przypadku wystąpienia pożaru następuje automatyczne opróżnienie butli ze środkiem gaśniczym – freonem. W przypadku, gdy zawiedzie automatyczne gaszenie pożaru, pilot ma możliwość ręcznego opróżnienia butli za pomocą odpowiedniego przycisku. Jeśli pożar nie zostanie ugaszony środkiem pochodzącym z pierwszej butli pilot ręcznie uruchamia gaszenie środkiem z drugiej butli. Gumowy, giętki zbiornik paliwa o pojemności 600 l, osłonięty dodatkowo charakterystyczną skrzynką, umieszczono w środkowej części kadłuba pod podłogą kabiny pasażerskiej. Ponadto istnieje możliwość stosowania dwóch dodatkowych zbiorników umieszczonych na wysięgnikach na zewnątrz kadłuba o pojemności 185 i 238 l.
Śmigłowiec PZL Kania posiada instalację prądu stałego o napięciu 28 V. Podstawowym źródłem energii elektrycznej są dwie prądnice 30 V, 150 A zabudowane na silnikach, natomiast źródło awaryjne stanowi akumulator niklowo-kadmowy o pojemności 25 Ah. Ponadto maszyna posiada instalację prądu przemiennego, trójfazowego 3 × 208 V z prądnicą GO16-PCz8 zabudowaną na przekładni głównej. Instalacja prądu przemiennego wykorzystywana jest do zasilenia ogrzewania szyby przedniej oraz w instalacji przeciwoblodzeniowej wirników.

## Warianty i modyfikacje

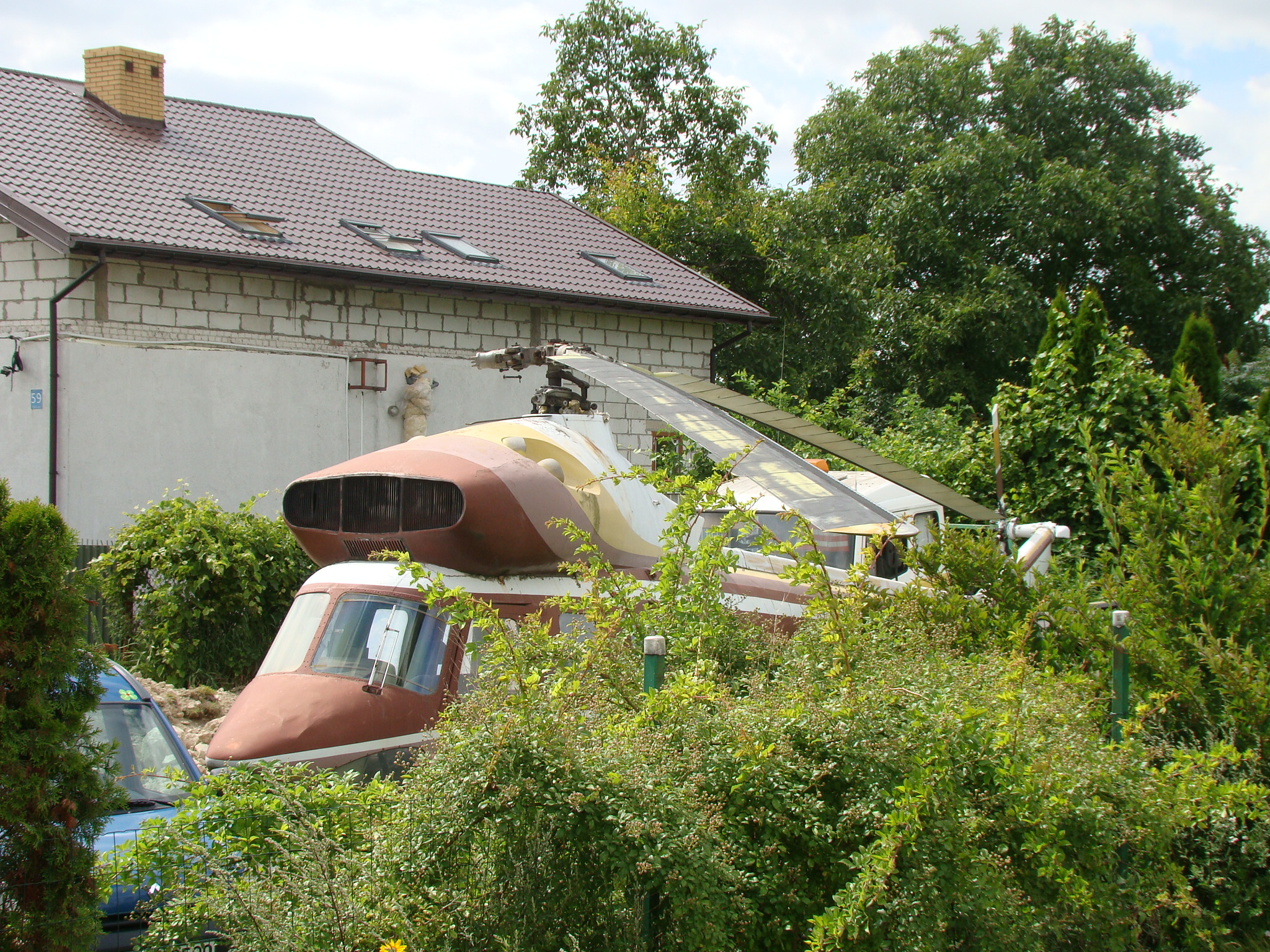
Makieta PZL Taurus II znajdująca się w rękach prywatnych. Franciszków pod Świdnikiem, rok 2013.

### Warianty
Śmigłowiec PZL Kania proponowano w pięciu wersjach:
- wariant pasażerski – wersja z kabiną dostosowaną do przewozu 9 pasażerów; w kabinie zainstalowano indywidualne nawiewy powietrza oraz punkty oświetlenia
- wariant VIP – wersja dostosowana do przewozu 5 osób w standardzie VIP; kabina jest wyposażona w indywidualne nawiewy powietrza, punkty oświetlenia oraz zestaw audio; zastosowano tapicerkę foteli ze skóry lub weluru, a wnętrze zostało dodatkowo wyciszone i zamontowano podwójne szyby
- wariant medyczny – wersja dostosowana do przewozu dwóch pacjentów na noszach oraz lekarza lub ratownika medycznego; ponadto przewidywano także wariant dostosowany do czterech noszy oraz wariant wyposażony w nosze dla pacjenta wymagającego opieki medycznej podczas lotu, miejsce dla opiekuna medycznego oraz zestaw niezbędnej aparatury medycznej
- wariant transportowy – wariant dostosowany do przewozu ładunku wewnątrz kabiny (o masie do 1200 kg) lub na podnoszeniu zewnętrznym (o masie do 800 kg)
- wariant rolniczy – wariant dostosowany do użycia zestawów do opylania lub opryskiwania powierzchni uprawnych; śmigłowiec może przewozić i stosować w ten sposób do 1000 kg środków chemicznych

Ponadto wyprodukowano śmigłowce dla Policji i Straży Granicznej. Śmigłowce te posiadały specjalistyczne wyposażenie, które dostosowywało maszyny do potrzeb tych służb.

### Niezrealizowane projekty rozwojowe
- PZL Taurus II (lub Super Kania) – projekt następcy PZL Kani z mocniejszymi silnikami Allison 250-C28 oraz przekonstruowanym płatowcem. Makieta Taurusa II została zaprezentowana w roku 1980 w USA na wystawie Helicopter Association of America oraz w Niemczech na wystawie ILA'80[7]. Projekt upadł z powodu bankructwa firmy Spitfire Helicopter Company, która miała być zachodnim partnerem WSK Świdnik w tym przedsięwzięciu[8].
- PZL Kormoran – projekt śmigłowca opracowany na rynek kanadyjski. Śmigłowiec miał posiadać m.in. nowy silnik PT6-B16, nową przekładnię, dwupilotową, powiększoną kabinę oraz wirniki z łopatami o nowoczesnych profilach[7].

## Użytkownicy
Aktualni
- Polska: PZL Świdnik, Straż Graniczna (od 1996)
- Cypr: Cyprus National Guard Air Wing (od 1990)[a].
- Słowacja: Bel-Air (w latach 1994–1996 jeden śmigłowiec: nr fab. 90.02.02, nr rej. OM-TFA), Air Transport Europe (od 1996 jedna maszyna: nr fab. 90.02.02, nr rej. OM-TFA)
- Czechy: Ratownictwo lotnicze: Helicopter s.r.o. (1996-2006), Tabs Helicopter s.r.o. (od 2006)

Byli
- Sierra Leone: Provincial Air Service (w latach 1987–1990 trzy maszyny: nr fab. 90.01.02, 90.01.04, 90.02.01)
- Wenezuela: Comercializadora Aeropolka S.A. (w latach 1989–1996 jeden śmigłowiec: nr fab. 90.02.03, nr rej. YV-633CP, a potem YV-862C)
- Czechosłowacja: Czeskie lotnicze pogotowie ratunkowe LS FPS (w latach 1992–1993 jedna maszyna: nr fab. 90.02.02, nr rej. B-3211)
- Polska: Policja (dwa egzemplarze w latach 1996 – 2014: nr rej. SN-51 XP i SN-52XP)

Źródła: .

## Wypadki z udziałem śmigłowca PZL Kania
Lista wypadków z udziałem śmigłowca PZL Kania:
| Data                 | Miejsce                                       | Opis wypadku/okoliczności | Poszkodowani                                      | Dane śmigłowca                                                                                           | Przypis      |
| -------------------- | --------------------------------------------- | --- | ------------------------------------------------- | --- | ------------ |
| 18 września 1988     | Sierra Leone                                  | brak informacji | brak informacji                                   | Śmigłowiec o nr ser. 90.01.02 i nr bocz. SP-SSC. Wyprodukowany w 1979 roku.                              | [ 9 ]        |
| 14 lipca 1990        | Sierra Leone                                  | brak informacji | brak informacji                                   | Śmigłowiec o nr ser. 90.02.01 i nr bocz. SP-SSD. Wyprodukowany w 1987 roku.                              | [ 9 ]        |
| 30 września 1997     | Czechy, rejon Kocich Grzbietów w Karkonoszach | brak informacji | brak informacji                                   | PZL Kania należący do Helicopter s.r.o., nr ser. 90.02.03, nr bocz. OK-WIM (wyprodukowany w 1988 roku)   | [ 9 ]        |
| 14 kwietnia 1998     | Polska, okolice Białegostoku                  | brak informacji | brak informacji                                   | PZL Kania należący do Straży Granicznej, nr ser. 90.03.03, nr bocz. PL-21XG (wyprodukowany w 1996 roku)  | [ 9 ]        |
| 31 października 2009 | Polska, Klukowicze                            | Śmigłowiec wykonywał lot patrolowy wzdłuż granicy z Białorusią. W wyniku błędu pilota w technice pilotowania, w wyniku naruszenia przepisów lotniczych i warunków wykonywania zadania rozbił się około godziny 18. Szczątki rozbitej maszyny znaleziono po stronie białoruskiej, około 200 metrów od granicy, na wysokości miejscowości Klukowicze. | Zginęła cała załoga: pilot, nawigator i operator. | Śmigłowiec należący do Straży Granicznej, nr ser. 90.04.04, nr bocz. SN-26XG (wyprodukowany w 2006 roku) | [ 9 ] [ 12 ] |